# 2MASS J05352184−0546085
2MASS J05352184−0546085 (auch kurz 2M0535−05) ist ein bedeckungsveränderliches Doppelsystem, dessen beide Komponenten Braune Zwerge sind. Er ist das einzig bekannte System dieser Art und befindet sich im Orion-Nebel im gleichnamigen Sternbild in einer Entfernung von rund 1500 Lichtjahren. Die beiden Objekte umkreisen sich mit einer Umlaufperiode von 9,78 Tagen. Diese Konstellation erlaubt sehr genaue Messungen der Massen und Radien der Komponenten.